# Bupleurum gracile
Bupleurum gracile là một loài thực vật có hoa trong họ Hoa tán. Loài này được d'Urv. mô tả khoa học đầu tiên năm 1822.